# Sara J. Bloomfield
Sara J. Bloomfield – dyrektorka Muzeum Holokaustu w Stanach Zjednoczonych.
Pochodzi z Cleveland w Ohio Bloomfield ukończyła Northwestern University uzyskując tytuł Bachelor of Arts w dziedzinie literatury angielskiej oraz John Carroll University, na którym uzyskała tytuł magistra w dziedzinie edukacji.
W 1986 roku dołączyła do zespołu planowania Muzeum Holokaustu w Stanach Zjednoczonych (USHMM). W 1999 roku została wybrana na stanowisko dyrektorskie.
Sara Bloomfield jest międzynarodowo uznaną specjalistką w kwestii upamiętniania Zagłady oraz muzealnictwa. Zasiada w zarządzie Fundacji Auschwitz-Birkenau oraz w Międzynarodowej Radzie Oświęcimskiej. Była także członkinią zarządu Międzynarodowej Rady Muzeów (ICOM).
Publikowała także - m.in. w formie bloga - na łamach The Times of Israel, HuffPost i The Independent.
W roku 2010, podczas obchodów 65. rocznicy wyzwolenia Auschwitz-Birkenau, została odznaczona krzyżem oficerskim Orderu Zasługi RP. Laureatka nagrody "Światło Pamięci" przyznawanej przez muzeum Auschwitz-Birkenau.